# Нэнси Эйс
Нэнси Эйс (англ. Nancy Ace, также Нэнси Эй, Nancy A; настоящее имя — Мая Коноваленко; род. 17 ноября 1994 года в Киеве, Украина) — украинская порноактриса и эротическая фотомодель.

## Карьера
До начала карьеры порноактрисы сменила несколько мест работы, в том числе работала продавщицей, няней и кондуктором в автобусе. В возрасте 18 лет впервые снялась в обнажённом виде. Карьеру в индустрии для взрослых начала в 2014 году. Первыми съёмками стали сцены мастурбации для сайта Nubiles.net. В сценах традиционного секса снимается только со своим мужем, работающим под псевдонимом Мартин Стайн (англ. Martin Stein). Также снимается в сценах лесбийского секса с европейскими актрисами. В мае 2018 года в сцене для студии Tushy под названием Anal With A Millionaire, позднее вошедшей в состав фильма Anal Models 4, впервые исполняет анальный секс.
Участвует в съёмках для студий и сайтов Babes, DDF, Evil Angel, LetsDoeIt.com, MET-Art, Nubile Films, Nubiles.net, Porndoe Premium, Sexyhub.com, Vixen и многих других.
Летом 2018 года Нэнси появилась на обложке юбилейного специздания американского журнала Hustler. Через некоторое время вновь появляется на обложке Hustler, на этот раз снявшись для ноябрьского выпуска в качестве модели месяца (Honey of the Month).
В январе 2024 года Нэнси совместно со Стефани Кайлер была избрана «ангелом» студии Vixen.
По данным Internet Adult Film Database на январь 2024 года, снялась в более чем 350 порнофильмах и сценах.
Помимо родного украинского, владеет также английским и русским языками.

## Награды и номинации
| Год  | Награда              | Результат | Категория                                                                         | Фильм                               |
| ---- | -------------------- | --------- | --------------------------------------------------------------------------------- | ----------------------------------- |
| 2018 | Pornhub Award        | Номинация | Более реальная, чем сама реальность — лучший исполнитель в виртуальной реальности | н/д                                 |
| 2018 | XBIZ Europa Award    | Номинация | Лучшая сцена секса — гламкор (вместе с Мартином Стайном)                          | Billionaire Hook-up                 |
| 2019 | AVN Award            | Номинация | Лучшая лесбийская сцена в иностранном фильме (вместе с Фокси Блэк)                | More Than Girlfriends 2             |
| 2019 | Little Caprice Award | Номинация | Лучшая эротическая модель                                                         | н/д                                 |
| 2019 | XBIZ Europa Award    | Номинация | Лучшая сцена секса — лесбийский фильм (вместе с Сэйбрисс)                         | White Boxxx 3                       |
| 2019 | XBIZ Europa Award    | Номинация | Лучшая сцена секса — лесбийский фильм (вместе с Розалиной Розой)                  | Wife Tales: Shower Fun              |
| 2020 | XBIZ Europa Award    | Номинация | Лучшая сцена секса — лесбийский фильм (вместе с Лией Сильвер)                     | Stunning Lesbians in Intense Action |
| 2020 | XBIZ Europa Award    | Номинация | Лучшая сцена секса — лесбийский фильм (вместе с Литтл Каприс)                     | Vienna                              |
| 2021 | XBIZ Europa Award    | Номинация | Лучшая сцена секса — гламкор (вместе с Мартином Стайном)                          | Mystery                             |
| 2023 | XBIZ Europa Award    | Номинация | Лучшая сцена секса — лесбийский фильм (вместе с Евой Эльфи)                       | Easy Breezy Beautiful               |
| 2024 | AVN Award            | Номинация | Лесбийская исполнительница года                                                   | н/д                                 |
| 2025 | XMA Europa Award     | Номинация | Лучшая сцена секса — лесбийский фильм (вместе с Мэтти Милой Перес)                | Blood Donor                         |

## Избранная фильмография
- 2016 — A Porndoe Premium XXXmas
- 2017 — Just You and Me
- 2018 — Covergirls Blonde Seduction
- 2018 — Erotic Moments: Woman to Woman
- 2018 — I Fuck Myself
- 2018 — Maneater
- 2018 — Perfect Gonzo’s Sapphic Erotica 10
- 2018 — Showtime
- 2018 — Summer Sapphic Seductions
- 2019 — A Girl Knows 27
- 2019 — Anal Models 4
- 2019 — Lust Unleashed 14
- 2019 — Natural Beauties 12
- 2019 — Secrets of the Pussy
- 2019 — The White Boxxx 3
- 2019 — Wife Tales: Shower Fun